# ريغان سينغ
ريغان سينغ (1 أبريل 1991 بمانيبور في الهند - ) هو لاعب كرة قدم هندي في مركز الدفاع. لعب مع نادي سالغاوكار ونورث إيست يونايتد وRoyal Wahingdoh FC ‏.

## وصلات خارجية
- ريغان سينغ على موقع قاعدة بيانات كرة القدم.إي يو (الإنجليزية)
- ريغان سينغ على موقع Soccerway.com (الإنجليزية)